# ناعومي ميتشسون
ناعومي ماري مارغريت ميتشسون (بالإنجليزية: Naomi Mitchison)‏، البارونة ميتشسون، حاصلة على وسام الإمبراطورية البريطانية (1 نوفمبر 1897 - 11 يناير 1999) روائية وشاعرة اسكتلندية. كتبت أكثر من 90 كتابًا في الخيال التاريخي، والخيال العلمي، والسفر، والسيرة الذاتية. كان زوجها ديك ميتشسون يخولها في عام 1964 أن تطلق على نفسها اسم «ليدي ميتشسون»، لكنها لم تفعل ذلك قط. تم منحها وسام الإمبراطورية البريطانية في سنة 1981. يعتبر البعض روايتيها «ملك الذرة وملكة الربيع» (1931) أفضل رواية تاريخية في القرن العشرين.

## اهتماماتها
مثل والدها جون سكوت هالدين وأخيها الأكبر جون هالدين الابن، سعت هالدين نعومي لمهنة علمية. منذ عام 1908، نظرت هي وأخوها إلى علم الوراثة المندلية. وكان منشورهم في عام 1915 أول دليل على الصلة الوراثية في الثدييات. ومع ذلك، ففي حين كانت طالبة دبلوم في جمعية طلبة موطن أكسفورد (فيما بعد كلية سانت آن، أكسفورد)، غيّر اندلاع الحرب العالمية الأولى اهتمامها إلى التمريض.
كانت ناعومي ميشيسون ناشطة في نسوية، ولا سيما في حملة تحديد النسل. «لقد حذرنا» (1935) تعتبر من أعمالها الأكثر إثارة للجدل، مع ميوله الجنسية الواضحة. ورفض الناشرون الرائدون ذلك، وتم فرض الرقابة عليه في نهاية المطاف.

## حياتها

### طفولتها وعائلتها
ولدت ناعومي ماري مارغريت هالدين في إدنبره، وهي ابنة عالم وظائف الأعضاء جون سكوت هالدين وزوجته كاثلين تروتر، وهي الأصغر بين إخوتها. جاء والدا ناعومي من خلفيات سياسية مختلفة، وكان والدها ليبراليًّا أما أمها فاكنت من عائلة محافظة ومساندة للإمبريالية. بيد أن كلتا العائلتين كانتا من مخزون محصور؛ كانت أسرة هالدين من العائلات الإقطاعية في غلينيغلز منذ القرن الثالث عشر، ولكنها عرفت رغم ذلك بإنجازاتها في مجالات أخرى. واليوم، غالبًا فإن أكثر أفراد العائلة شهرة هو الأخ الأكبر لنعومي، عالم الأحياء جون هالدين (1892-1964).
تبعت ناعومي أخاها إلى مدرسة أكسفورد الإعدادية خلال الفترة من 1904 إلى 1911، وكانت الفتاة الوحيدة هناك. ومنذ عام 1911، ودرّستها مربية في المنزل «تعليم منزلي». تأهلت ودخلت جامعة أوكسفورد في عام 1914، عن طريق الامتحان المحلي العالي الذي أجرته جامعة أكسفورد، ودخلت في جمعية طلاب المنزل بجامعة أوكسفورد (التي سميت فيما بعد بكلية سانت آن) لمتابعة دورة دراسية في العلوم. قبل أن تكمل هذه الدورة قررت أن تصبح ممرضة، نتيجة اندلاع الحرب العالمية الأولى. وبعد أن أكملت دورة الإسعافات الأولية والتمريض المنزلي في عام 1915، انضمت إلى كمتطوعة في مستشفى سانت توماس في لندن. تم تقليص خدمتها بعد إصابتها بالحمى القرمزية.
وكان أفراد عائلتها معروفين بتجاربهم المنزلية الذاتية. بدأت مع أخيها جون في علم الوراثة في ميندليان في عام 1908. في البداية استخدموا الكابياء الخنزيرية كنماذج تجريبية، لكنهم غيروا ذلك واستخدموا الفئران حيث كانت أكثر ملائمة للتعامل معها. ونشرت نتائجها في عام 1915 بوصفها «إعادة استنساخ في الفئران». كان هذا في الواقع أول دليل على وجود ارتباط جيني في الثدييات.

### زواجها وحياتها العائلية
وفي 11 فبراير 1916، تزوجت ناعومي المحامي غيلبرت ريتشارد ميتشيسون (23 مارس 1894 - 14 فبراير 1970)، الذي كان صديقًا حميمًا لأخيها جاك (جون). ثم كان في إجازة من الجبهة الغربية؛ مثلها، جاء من عائلة قوية ومتينة. وأصبح مستشارا للملكة، ثم سياسيا. وهكذا أصبحت ناعومي: السيدة ميتشيسون (زوجة زميل الحياة)، وهو لقب اعترضت عليه. لعبت دورا نشطا في الحياة السياسية لزوجها وفي واجباته الانتخابية.
زواج ديك وناعومي ميشيسون لم يكن مرضيا تمامًا، وبعد عدة سنوات وافق كلاهما على زواج مفتوح. فقد دخلت هي وزوجها معا في العديد من العلاقات الأخرى.كما ورد في سيرتها الذاتية، قد تسأل: في مذكراتها 1920-1940، كان لديها عاشق واحد وقعت معه في حب عميق، وكتبت له قصائد حب. تزوج عام 1924، واعتبر أن زواجه لا يتفق مع استمرار علاقته بنعومي، واشتاقات له نعومي كثيرًا. وخففت من حزنها بالقيام بمهمة خطيرة لمساعدة الاشتراكيين المضطهدين في الحكم الفاشي الذي ساد النمسا. كان لنعومي وديك سبعة أطفال. أبناؤهم الأربعة هم جيوفري (1918-1927، الذي مات بسبب التهاب السحايا)، ودينيس (ولد عام 1919، أستاذة علم البكتيريا)، مردوخ (ولد عام 1922)، وافيرون (ولد عام 1928)، وهما أستاذان في علم الحيوان. وبناتهن الثلاث هنّ لويس، فالنتين، وكليمنسي (التي توفيت في عام 1940 بعد ميلادها بفترة وجيزة).
بين عامي 1923 و 1939، كانوا يعيشون في لندن في دار محكمة ريفر، مول رود، هامرسميث. اشتروا دار كارادال في كارادال، كينتير عام 1939، حيث عاشوا بقية حياتهم. كان يرتاده الناس من جميع الطبقات والمجالات: السياسيون، والكتاب، والجيران، والصيادون والمزارعون.
أواخر حياتها
مات ديك قبلها في عام 1970، لكن ناعومي ظلت ناشطة  ككاتبة في التسعينات من عمرها، وحصلت على وسام الإمبراطورية البريطانية عام 1981. كانت في شيخوختها تشعر بالقلق والاكتئاب الدائم إزاء المستقبل، ولا سيما إساءة استخدام التطوير العلمي مثل التسلح النووي. زعمت أن تجربة حربين عالميتين في حياة المرء كانت أكثر من اللازم. 